# Berlinghausen (Drolshagen)
Berlinghausen  ist ein Dorf im südlichen Sauerland. Es bildet eine Ortschaft und den gleichnamigen Ortsvorsteherbezirk 9 der Stadt Drolshagen im nordrhein-westfälischen Kreis Olpe. Der Ort hatte am 31. Dezember 2022 307 Einwohner.

## Ortslage
Berlinghausen liegt etwa je zwei Kilometer zwischen dem Drolshagener Zentrum im Westen und Olpe-Rüblinghausen im Osten sowie etwa sechs Kilometer südlich des Biggesees an der Brachtpe. Verkehrstechnisch liegt der Ort günstig jeweils wenige Kilometer von Anschlussstellen der A 45 und der A 4. Die Landschaft ist von landwirtschaftlichen Betrieben und den Hügeln des südwestlichen Sauerlandes geprägt.

## Geschichte
Die erste urkundliche Erwähnung Berlinghausen reicht bis 1349 zurück, dem Jahr als die große Pest auch weite Teile Westdeutschlands entvölkerte. Im Jahr 1845 betrug die Einwohnerzahl 93, aber im Zuge des mit der industriellen Revolution einhergehenden allgemeinen Bevölkerungsanstiegs und der Durchsetzung der Schulpflicht wurde 1904 auch in Berlinghausen eine erste Schule errichtet.

## Dorfleben
Der Ort verfügt über mehrere Vereine, darunter einen Männergesangsverein und eine Schützenbruderschaft. Zentren des Dorflebens sind die ab 1976 neuerrichtete Gemeinschaftshalle und das vom Kapellenverein betreute kleine Gotteshaus, dessen älteste Glocke im Jahr 1738 gegossen wurde.